# Toy Story That Time Forgot
Toy Story That Time Forgot (Brasil: Toy Story: Esquecidos pelo Tempo / Portugal: Toy Story: Perdidos no Tempo) é um curta metragem de animação especial de televisão, de 22 minutos, da franquia Toy Story, escrito por Steve Purcell, na Pixar Animation Studios em parceria com Walt Disney Television Animation. Estreado no canal de televisão norte americano ABC, no dia 2 de dezembro de 2014, estreando nos cinemas brasileiros em 14 de Dezembro de 2014.

## Enredo
Durante uma brincadeira pós-natal, a triceratops Trixie está triste porque Bonnie Anderson nunca a descreve como um dinossauro. Esta mais tarde leva a turma (Trixie, Woody, Buzz Lightyear, Rex e Angel Kitty) na casa do melhor amigo Mason, para brincar. Bonnie acaba jogando os brinquedos no quarto de brinquedos de Mason, para se juntar a Mason no console de videojogos.
Os rinquedos de Bonnie descobrem a sala de jogos "Battlesaurs", onde encontram um enorme dinossauro playset que Mason recebeu para o Natal, liderada pelo guerreiro Reptillus Maximus e o clérigo. A Trixie interage com eles como. Ela e Rex estão armados como guerreiros, sem saber que Woody e Buzz foram feitos prisioneiros de verdade. Reptillus e Trixie revelam que os Battlesaurs ainda não foram jogados e, portanto, não sabem que são brinquedos. Para o horror de Trixie, os outros brinquedos de Mason são violentamente atacados em uma arena, Woody e Buzz são chamados para batalhar, mas Trixie os defende. O clérigo denuncia Trixie por ter o nome de Bonnie no pé; ela foge para conseguir a ajuda de Bonnie, e Reptillus é enviado para segui-la. Ela mostra a ele seu próprio pacote de brinquedos, o que o enfurece.
Na arena, o Cleric assume o controle dos armamentos robóticos de Rex e, o força a conquistar Woody e Buzz. Eles percebem que o Cleric está ciente de Mason e seu status como brinquedos; Com Mason preocupado com o videogame, o Cleric mantém o controle autoritário sobre os Battlesaurs e, aparentemente, a sala de jogos. O Cleric pretende destruir Woody, Buzz e Angel Kitty. No quarto de Mason, Reptillus confronta Trixie enquanto ela está prestes a desativar o videogame.  Ela o convence de que "entregar-se" a uma criança por brincadeira ampliará seus horizontes e, com relutância, desliga o jogo. Mason encontra Reptillus e Bonnie começa a brincar com ele, o que convence Mason a fazer o mesmo. As crianças voltam para a sala de jogos a tempo de, sem saber, salvar Woody e Buzz, e brincam com os Battlesaurs e outros brinquedos em uma variedade de ambientes que não são de combate.  Reptillus chama a experiência de "gloriosa".
De volta ao quarto de Bonnie, Trixie diz aos outros brinquedos que ela é "o dinossauro de Bonnie", e está feliz em todos os papéis que Bonnie tem para ela.  Angel Kitty dá uma última moral e inexplicavelmente desaparece.
Naquela noite, no quarto de Mason, Reptillus leva alegremente o nome de Mason em sua mão e espera ver Trixie na próxima apresentação de Mason e Bonnie, já marcada para a semana seguinte na terça-feira.

## Elenco
O elenco de Esquecidos pelo Tempo é formado por:
- Tom Hanks como Woody, um boneco de cowboy;[3]
- Tim Allen como Buzz Lightyear, um ranger do espaço;[3]
- Kristen Schaal como Trixie um brinquedo triceratops;[3]
- Kevin McKidd como Reptillus Maximus, uma figura de ação antropomórfica de um dinossauro carcharodontosaurus;[3]
- Emily Hahn como Bonnie Anderson;
- Wallace Shawn como Rex, um brinquedo Tyrannosaurus Rex;[3]
- Steve Purcell como Cleric, um pterodáctilo;
- Jonathan Kydd como Ray-gon, um Ankylosaurus;
- RC Cope como Mason, amigo de Bonnie;
- Don Rickles como Sr Cabeça de Batata (neste foi o papel final de Rickles; faleceu em 6 de abril de 2017), um brinquedo  batata;[3]
- Timothy Dalton como o Sr. Pricklepants;[3]
- Lori Alan como a Sra. Anderson;
- Joan Cusack como Jessie , uma boneca vaqueira e interesse amoroso de Buzz;
- Emma Hudak como Angel Kitty.[4]

## Produção
O especial foi originalmente planejado para ser um curta de seis minutos, mas John Lasseter gostou da ideia e sugeriu torná-la um especial de férias.  O especial levou três anos para ser feito, com dois anos gastos no desenvolvimento das histórias, que se divide em três atos. A equipe levou tempo para projetar os Battlesaurs como se fossem uma verdadeira linha de brinquedos/desenhos.
No Reino Unido, Toy Story That Time Forgot foi transmitido pela Sky Movies e foi ao ar em 6 de dezembro de 2014, quatro dias após a data de transmissão dos EUA. No comercial da Sky Movies no mundo dos curtas, o vídeo de um tablet promoveu as falhas especiais do Toy Story, resultando no clérigo "assando" Woody e Buzz em uma pequena luz elétrica de chá.  Angel Kitty diz: "A alegria não tem limite quando você olha para o céu".
O especial da TV também foi transmitido no Canal 4 e depois no canal irmão E4 em 2017.
A equipe de produção é formada por:
Roteiro e Direção: Steve Purcell;
Produção: Galyn Susman e John Lasseter;
Música: Michael Giacchino;
Direção de Arte: Laura Phillips Belinda van Valkenburg Belinda Von Valkenberg.

#### Marketing
O primeiro cartaz de Toy Story That Time Forgot , criado pelo artista de quadrinhos Mike Mignola , foi lançado na Comic Con 2014.

## Lançamento
Toy Story That Time Forgot foi lançado em Blu-ray e DVD em 3 de novembro de 2015, no mesmo dia do lançamento de Blu-ray e DVD da Inside Out .  Juntamente com as cópias físicas é uma introdução falsa para o cartoon Battlesaurs, animada pela produtora japonesa Studio Trigger .

## Recepção
O especial recebeu 6,79 milhões de telespectadores e recebeu críticas positivas dos críticos.  No Disney Channel, recebeu 3,27 milhões de telespectadores, tornando-se a transmissão mais assistida na rede naquela noite.
A IGN disse que "Toy Story That Time Forgot pode não ter tempo para o sentimento viciante com o qual nos acostumamos com esses personagens, mas ainda assim é muito divertido". Cinema Blend classificaram 4.5 de 5, dizendo que "Cumprindo o humor, coração e aventura cheia de brinquedo que temos vindo a esperar da franquia Toy Story, Toy Story That Time Forgot é uma outra parcela maravilhosa, divertido e brincalhão para a franquia e vale a pena um relógio para crianças e crianças de coração ".